# Carla Schwaderer
Carla Schwaderer (* 1991 in Heidelberg) ist eine deutsche ehemalige Jugenddarstellerin. 

## Leben
Carla Schwaderer stammt aus einer Schauspielerfamilie. Ihre Mutter ist Schauspielerin, der Vater Regisseur. Sie wuchs als Einzelkind auf und besuchte das Gymnasium an ihrem damaligen Wohnort Bregenz, wo sie die österreichische Matura ablegte. Sie erhielt Gesangsunterricht und wirkte in Theateraufführungen am Landestheater Bregenz und im Theater-Jugendclub mit.
In der 2010 ausgestrahlten KI.KA-Jugendserie dasbloghaus.tv spielte sie in beiden Staffeln die Hauptrolle der 16-jährigen ‚Sofie Lindemann‘, die Anführerin der Blogger-Clique. Ihre Rolle erhielt sie nach einem Casting, das von der mit ihren Eltern befreundeten Schauspielerin Jasmin Rischar, die ebenfalls in der TV-Serie mitwirkte, vermittelt wurde, und anschließenden Improvisationsstunden.
Schwaderer wollte ursprünglich Schauspielerin werden. Zu ihren Hobbys gehörten Malen und Zeichnen.
Mittlerweile ist Schwaderer, die später Städtebau an der Technischen Universität Wien studierte, in der Realisierung von Architektur- und Kunstprojekten beruflich tätig.